# Dysthymie
Der Begriff Dysthymie („Missmut“, von altgriechisch dysthymós „missmutig“ und thymós „Gemüt“) steht für eine langanhaltende depressive Verstimmung. Es handelt sich um eine affektive Störung, die aus den gleichen kognitiven und psychischen Mustern besteht wie die Depression – allerdings mit Symptomen, die schwächer ausgeprägt sind, aber stattdessen weitaus länger andauern.
Der Begriff wurde von Robert L. Spitzer in den späten 1970ern benutzt, um damit den Ausdruck „depressive Persönlichkeit“ zu ersetzen. Andere Namen für dasselbe Krankheitsbild sind auch Dysthymia, neurotische Depression, dysthymische Störung, chronische Depression oder Persistierende Depressive Störung.

## Definition
Das Diagnostic and Statistical Manual of Mental Disorders (DSM) definiert Dysthymie als ernste Form der chronischen Depression, die für mindestens zwei Jahre andauert (oder ein Jahr für Kinder und Jugendliche).
Da eine Dysthymie einen chronischen Verlauf hat, ertragen Betroffene ihre Symptome in der Regel für viele Jahre, bevor sie eine Diagnose erhalten, falls überhaupt eine Diagnose erfolgt. Dadurch können sie glauben, die Schwermütigkeit sei ein Teil ihrer Persönlichkeit, und verschweigen daher ihre Beschwerden und Symptome gegenüber Ärzten, Familienangehörigen oder Freunden.

## Verbreitung
Global wird die Zahl dysthymischer Fälle pro Jahr auf 1,5 % der Bevölkerung geschätzt.
Sie ist mit 1,8 % bei Frauen etwas häufiger als bei Männern mit 1,3 %.
Die Prävalenz von Dysthymie wird in den USA höher geschätzt als in anderen Ländern, nämlich auf 3 bis zu 15 %.

## Symptombild
Dysthymie hat eine Reihe von typischen Merkmalen:
- wenig Energie und Antrieb,
- geringes Selbstwertgefühl
- eine geringe Kapazität für Freude im täglichen Leben (Anhedonie)

Mildere Formen von Dysthymie können dazu führen, dass man Situationen vermeidet, in denen Stress, Ablehnung oder Fehlschlag möglich sind. In ernsteren Fällen von Dysthymie zieht man sich möglicherweise sogar von alltäglichen Tätigkeiten zurück und findet wenig Freude an gewöhnlichen Unternehmungen und Zeitvertreib. Die Diagnose von Dysthymie kann sich als schwierig gestalten, da die Symptome unterschwelliger Natur sind. Sie können von den Patienten in sozialen Situationen oft gut versteckt werden, was es für andere schwierig macht, sie zu entdecken.

## Abgrenzung
Dysthymie tritt häufig zusammen mit anderen psychischen Störungen auf. Wenn zusätzlich depressive Episoden auftreten, spricht man im englischen Sprachraum von einer double depression. Wechseln sich Perioden leicht getrübter (dysthymischer) Stimmung regelmäßig ab mit Perioden leicht euphorischer Stimmung, so liegt eher eine Zyklothymia vor, eine leichte Variante der bipolaren Störung.

## Ursachen
Die Ursachen der Dysthymie sind nicht bekannt. Man geht von einer genetischen Disposition aus, welche durch psychosoziale Stressoren (z. B. Stress, soziale Isolation oder das Fehlen von sozialer Unterstützung) zur Manifestation einer Dysthymie führen kann. Fälle von Dysthymie treten familiär gehäuft auf: „Die Häufigkeit von Depressionen in den Familien von Menschen mit Dysthymie beträgt für die frühmanifeste Form der Störung bis zu fünfzig Prozent.“

## Begleiterkrankungen
Außerdem tritt Dysthymie oft im Zusammenhang mit anderen psychischen Störungen auf. Das erschwert es zusätzlich, eine Dysthymie zu entdecken, insbesondere auch weil sich die Symptome verschiedener Störungen überlappen. Auch suizidales Verhalten kann bei Dysthymie auftreten, weshalb es unerlässlich ist, nach Anzeichen von Depression, Panikstörung, generalisierter Angststörung, Alkohol- und Drogenmissbrauch und Persönlichkeitsstörung  Hilfe zu suchen.
Folgende psychische Leiden treten häufig gleichzeitig mit Dysthymie auf: Depressionen (bis zu 75 %), Angststörungen (bis zu 50 %), Persönlichkeitsstörungen (bis zu 40 %), somatoforme Störungen (bis zu 45 %) sowie Alkohol- und Drogenmissbrauch (bis zu 50 %). Bis zu 31 % aller ADHS-Betroffenen leiden an einer Dysthymie.
Das Risiko, eine schwere Depression zu entwickeln, ist für Menschen mit Dysthymie höher als durchschnittlich. In einer zehnjährigen Studie stellte sich heraus, dass 95 % der Dysthymiepatienten eine depressive Episode erlebt hatten. Wenn eine intensive depressive Episode zusätzlich zur Dysthymie auftritt, spricht man von einer Doppeldepression (engl. double depression).

## Doppeldepression
Eine Doppeldepression (double depression) tritt auf, wenn jemand mit einer bereits vorhandenen Dysthymie zusätzlich eine Episode einer schweren Depression erlebt. Ein solches Leiden ist schwer zu behandeln, da Patienten die Symptome der Depression oft als natürlichen Teil ihrer Persönlichkeit ansehen oder als Teil ihres Lebens, der außerhalb ihrer Kontrolle ist. Da Menschen mit Dysthymie ihre schlimmer werdenden Symptome oft als unausweichlich akzeptieren, kann sich ein Behandlungsbeginn verzögern. Wenn und falls sich solche Patienten dann doch an einen Arzt wenden, kann eine Behandlung fehlschlagen, wenn nur die Symptome der Depression behandelt werden, nicht aber die der Dysthymie.
Ein wichtiges Symptom der Doppeldepression ist Hoffnungslosigkeit; Patienten geben signifikant höhere Werte von Hoffnungslosigkeit an. Es kann in der psychiatrischen Behandlung der Doppeldepression nützlich sein, auf dieses Symptom besonderen Wert zu legen.
Außerdem können kognitive Therapieformen wirksam dabei helfen, negative Denkweisen von Doppeldepressionspatienten zu verändern, und ihnen einen neuen Weg aufzeigen dafür, wie sie sich selbst und ihre Umwelt wahrnehmen.
Um eine Doppeldepression zu verhindern, wird häufig vorgeschlagen, die Dysthymie zu behandeln.
Man nimmt an, dass das Ausbrechen der Symptome einer schweren Depression durch eine Kombination von Antidepressiva und kognitiven Therapien abgewendet werden kann.
Sportliche Bewegung und regelmäßige Schlafgewohnheiten haben möglicherweise einen moderaten zusätzlichen Effekt bei der Behandlung von dysthymischen Symptomen und der Abwendung ihrer Verschlechterung.

## Pathophysiologie
Es gibt wissenschaftliche Belege, die auf die Existenz neurologischer Indikatoren für frühmanifeste Dysthymie hindeuten. So existieren Gehirnstrukturen (Corpus callosum und Frontallappen), die bei Frauen mit Dysthymie eine andere Ausprägung haben als bei Frauen ohne Dysthymie, was darauf hindeutet, dass es entwicklungsbiologische Unterschiede zwischen diesen beiden Gruppen gibt.
In einer weiteren Studie wurden die Unterschiede zwischen Individuen mit Dysthymie und anderen Individuen mit funktionellen MRT-Techniken erforscht.
Hieraus resultieren zusätzliche Belege für die neurologische Indikation der Störung, denn es wurden einige Gehirnregionen gefunden, die unterschiedlich funktionieren.
So war die Amygdala, die mit der Verarbeitung von Emotionen (wie etwa Angst) assoziiert wird, in Patienten mit Dysthymie stärker aktiv.
Außerdem hat die Studie eine erhöhte Aktivität in der Inselrinde festgestellt, die mit Emotionen von Trauer assoziiert wird.
Ebenfalls eine erhöhte Aktivität wurde im Gyrus cinguli festgestellt, der als Brücke zwischen Aufmerksamkeit und Emotionen dient.
Eine weitere Studie, die gesunde Individuen mit Dysthymiepatienten verglichen hat, weist auf weitere biologische Indikatoren der Störung hin.
Den Teilnehmern der Studie wurden Adjektive gezeigt, die entweder positiv, negativ oder neutral sind, und sie mussten angeben, ob sich der Begriff in den nächsten zwei Wochen auf sie beziehen könnte.
Erwartungsgemäß haben gesunde Individuen in der Studie weniger negative Adjektive als zutreffend markiert, wohingegen es bei Patienten weniger positive Adjektive waren.
Während des Versuchs wurden außerdem neurologische Messungen durchgeführt, die zeigen, dass die gesunde Gruppe eine höhere neurologische Aktivität aufwies als die Dysthymiegruppe, und zwar unabhängig davon, ob der Begriff positiv, negativ oder neutral war.
Dies wird als neurologischer Beleg gelesen, der mit der Beobachtung zusammenpasst, dass Individuen mit Dysthymie weniger emotionale Kapazität haben als Gesunde.
Es gibt außerdem Hinweise auf eine genetische Ursache für alle Arten von Depressionen, einschließlich der Dysthymie.
In einer Studie mit ein- und zweieiigen Zwillingen wurde eine höhere Wahrscheinlichkeit dafür festgestellt, dass beide ein-eiige Zwillinge eine Depression haben als dass beide zwei-eiige eine haben.
Das unterstützt die These, dass Dysthymie zumindest teilweise durch die genetische Abstammung bestimmt wird.
In den 2000er Jahren hat sich in der Literatur um die Stressachse (Gehirnstrukturen, die bei Stress aktiviert werden) eine neue Theorie entwickelt, welche eine Verbindung zwischen HPA-Achse und Dysthymie herstellt.
Neurophysiologischer Wirkmechanismus
Häufig wird dem Neurotransmitter Serotonin eine zentrale Rolle bei der Entwicklung und dem Verlauf affektiver Störungen sowie der Dysthymie zugesprochen.
Moderne Forschung im Bereich der Neuropsychologie scheint diese Ansicht allerdings zu entkräften, da es bisher keine wissenschaftlichen Belege für sie gibt.
Die Ansicht, niedrige Serotoninwerte trügen zu einer depressiven Störung bei, beruht ggf. auf dem Rückschluss aus der Beobachtung, dass häufig genutzte Antidepressiva – Serotonin-Wiederaufnahmehemmer – den Serotoninspiegel erhöhen und zu einer Verbesserung der Symptome führen. Dies reicht wissenschaftlich jedoch nicht als Beleg dafür, dass Serotonin- oder eine andere Art von chemischem Ungleichgewicht eine Ursache für Dysthymie ist.
Weitere Forschung ist notwendig, um die neurophysiologische Funktionsweise der Dysthymie aufzuklären.

## Diagnose
Normalerweise wird Dysthymie das erste Mal im Rahmen eines strukturierten klinischen Interviews für DSM-5 diagnostiziert.
Das Diagnostic and Statistical Manual of Mental Disorders (DSM-5) der American Psychiatric Association beschreibt die Dysthymie auch als Persistierende Depressive Störung. Das maßgebliche Leitsymptom ist, dass das Individuum sich an mehr als der Hälfte aller Tage in den letzten zwei Jahren depressiv gefühlt hat. Wenig Energie, unruhiger Schlaf, unstetiger Appetit, und geringes Selbstbewusstsein vervollständigen das klinische Bild. Leidende haben Dysthymie oft für viele Jahre ertragen, bevor ihnen eine Diagnose erstellt wird; ihre Mitmenschen beschreiben sie etwa als „schwermütige Person“. Man beachte die folgenden diagnostischen Kriterien:
1. An mehr als der Hälfte aller Tage innerhalb von zwei oder mehr Jahren gibt der Patient an, in einer schwermütigen Stimmung zu sein, oder wird von anderen als schwermütig wahrgenommen.
2. Während der Patient schwermütig ist, treffen üblicherweise zwei oder mehr der folgenden Kriterien ebenfalls auf ihn zu:
  1. Verringerter oder erhöhter Appetit
  2. Weniger oder mehr Schlaf (Schlafstörung oder Schlafsucht)
  3. Erschöpfung oder wenig Energie
  4. Verringertes Selbstvertrauen
  5. Verringerte Konzentration oder Schwierigkeiten, Entscheidungen zu treffen
  6. Hoffnungslosigkeit oder Pessimismus
3. Während dieser Zweijahresperiode sind die obigen Symptome niemals für länger als zwei aufeinanderfolgende Monate abwesend.
4. Die Kriterien der Major Depression können in dem 2-Jahres-Zeitraum durchgängig erfüllt sein.
5. Der Patient hatte keine manischen, hypomanischen oder gemischten Episoden.
6. Der Patient hat noch nie die Kriterien der Zyklothymia erfüllt.
7. Die Depression ist nicht Teil einer chronischen Psychose (wie Schizophrenie oder Wahn).
8. Die Symptome sind keine Folge der physiologischen Wirkung einer Substanz (z. B. Substanz mit Missbrauchspotenzial oder Medikament) oder eines medizinischen Krankheitsfaktors (z. B. einer Schilddrüsenunterfunktion).
9. Die Symptome verursachen in klinisch bedeutsamer Weise Leiden oder Beeinträchtigung in sozialen, beruflichen oder anderen wichtigen Funktionsbereichen.

Ein frühes Auftreten der Dysthymie (diagnostiziert vor dem 21. Lebensjahr) wird mit einer höheren Rückfallrate, einem Aufenthalt in einer psychiatrischen Klinik sowie anderen gleichzeitig auftretenden Störungen assoziiert.
Für jüngere Erwachsene mit Dysthymie gibt es ein erhöhtes Auftreten von Persönlichkeitsstörungen und die Symptome sind wahrscheinlich chronisch.
Bei älteren Erwachsenen, die an Dysthymie leiden, sind die psychologischen Symptome mit medizinischen Leiden und mit traumatischen Lebensereignissen und Verlusten assoziiert.
Dysthymie kann von der Depression abgegrenzt werden, indem man untersucht, wie akut die Symptome sind.
Dysthymie hält weitaus länger an als eine Depression, deren Symptome manchmal sogar nur für zwei Wochen andauern.
Außerdem zeigt sich Dysthymie oft in einem früheren Lebensalter als eine Depression.

## Vorbeugung
Obwohl es keinen fest umrissenen Weg gibt, das Auftreten von Dysthymie zu verhindern, gibt es doch einige Vorschläge.
Da Dysthymie oft bereits in der Kindheit auftritt, ist es wichtig, Kinder zu entdecken, die einem höheren Risiko ausgesetzt sind.
Es kann hilfreich sein, mit den Kindern daran zu arbeiten, ihren Stress unter Kontrolle zu bekommen, ihre Belastbarkeit zu erhöhen, ihr Selbstbewusstsein zu stärken sowie starke soziale Netzwerke zu ihrer Unterstützung anzubieten.
Diese Methoden können dabei helfen, das Auftreten von dysthymischen Symptomen abzuwenden oder zu verzögern.

## Behandlung
Oft suchen Menschen mit Dysthymie eine Behandlung nicht wegen einer depressiven Stimmung auf, sondern wegen eines sich erhöhenden Stresspegels oder weil sie situationsbedingte persönliche Schwierigkeiten haben.
Es wird spekuliert, dass dies an der chronischen Natur der Störung liegt, und daran, dass die depressive Stimmung oft als ein Charaktermerkmal für das entsprechende Individuum angesehen wird.
Daher kommt es vor allem in Phasen erhöhten Stresses dazu, dass die Person sich professionelle Hilfe sucht, um die Symptome zu bekämpfen. 
Verschiedene Meta-Analysen zeigten, dass Kurzzeit-Psychotherapie im direkten Vergleich weniger wirksam war als eine Therapie mit Medikamenten. Eine Kombinationstherapie mit Psychotherapie und Antidepressiva ist wirksamer als eine Monotherapie aus nur einem Verfahren. Dysthymie ist häufig therapieresistent. 

### Psychotherapie
Verschiedene Arten der Psychotherapie können zur Behandlung von Dysthymie eingesetzt werden. Empirisch überprüfte Behandlungsformen (wie etwa die kognitive Verhaltenstherapie) können die Symptome mit der Zeit auflösen. Seit den 1980er Jahren gibt es eine speziell zur Behandlung der chronischen Depression entwickelte Therapie, die „Cognitive Behavioral Analysis System of Psychotherapy“ (CBASP). Dieser Ansatz wurde vom US-amerikanischen Psychologen James P. McCullough entwickelt und integriert in innovativer Weise behaviorale, kognitive, psychodynamische sowie interpersonelle Elemente.
Die psychodynamische Psychotherapie und die interpersonelle Psychotherapie können ebenfalls wirksame Behandlungsmethoden sein. Insbesondere wird Patienten mit Dysthymie empfohlen, bessere Bewältigungsstrategien zu entwickeln, nach den Ursachen der Symptome zu suchen und falsche Sichtweisen zu korrigieren (wie etwa den Glauben an die eigene Wertlosigkeit).
Zusätzlich zur individuellen Therapie können Gruppentherapie und Selbsthilfegruppen ein wirksamer Teil der Behandlung sein. Ziel der Therapien ist es, Selbstbewusstsein, Selbstvertrauen, Selbstbehauptung und andere Fähigkeiten zu stärken sowie Beziehungsprobleme und -muster und kognitive Restrukturierung zu durchdenken.

### Medikamente
Serotonin-Wiederaufnahmehemmer stellen oft die erste Form der medikamentösen Behandlung dar, da sie meist besser toleriert werden und weniger Nebeneffekte haben als viele der Monoaminooxidase-Hemmer oder der trizyklischen Antidepressiva.
Studien haben bei Menschen mit Dysthymie eine durchschnittliche Wirksamkeitsrate von 55 % bei Einnahme eines Antidepressivums festgestellt, gegenüber 31 % bei Einnahme eines Placebo.
Die am häufigsten verschriebenen Serotonin-Wiederaufnahmehemmer für Dysthymie sind Fluoxetin, Paroxetin, Sertralin, und Fluvoxamin.
Die meisten dieser Medikamente müssen für ungefähr 6 bis 8 Wochen eingenommen werden, bevor der Patient anfängt, therapeutische Effekte zu bemerken.
Die klinikübergreifende Studie STAR*D, die 2013 in den USA durchgeführt wurde, fand Belege dafür, dass Menschen mit depressiven Symptomen oft verschiedene Medikamente ausprobieren, bevor sie eines finden, das speziell für sie funktioniert.
Unter denen, die die Medikamente wechselten, gaben etwa ein Viertel an, es ginge ihnen besser als vor dem Wechsel, und zwar unabhängig davon, ob das zweite Medikament ein Serotonin-Wiederaufnahmehemmer oder eine andere Art von Antidepressivum war.
In einer Metastudie von 2005 wurde gezeigt, dass Serotonin-Wiederaufnahmehemmer und trizyklische Antidepressiva die gleiche Wirksamkeit bei der Behandlung von Dysthymie aufweisen.
In derselben Studie wurde ebenfalls gezeigt, dass Monoaminooxidase-Hemmer einen geringfügigen Vorteil bei der Behandlung dieser Störung haben.
Dennoch sollten Monoaminooxidase-Hemmer nicht notwendigerweise die ersten Medikamente sein, mit der eine Behandlung versucht wird, da sie oft schlechter vertragen werden als andere Wirkstoffklassen.

### Kombination
Eine Kombination von Antidepressiva und Psychotherapie wurde in Studien konsistent als die wirksamste Behandlungsweise für Menschen mit Dysthymie identifiziert.
Neben Antidepressiva, die die Symptome beheben helfen, kann eine zusätzliche Psychotherapie äußerst vorteilhaft sein, die die Ursache und Wirkung der Störung thematisiert.
Verschiedene Studien über die Behandlung von Dysthymie haben gezeigt, dass 75 % der Patienten positiv auf eine Kombination von medikamentöser Behandlung sowie kognitiver Verhaltenstherapie reagieren, während es nur 48 % sind bei denen, die nur eine der beiden Therapieteile in Anspruch nehmen.
Sollte zusätzlich eine saisonal-affektive Störung vorliegen, kann ergänzend eine Lichttherapie nützlich sein.

### Therapieresistenz
Da die Dysthymie von chronischer Natur ist, ist eine Behandlungsresistenz nicht unüblich. Bei einer Therapie mit Medikamenten spricht man am häufigsten von Therapieresistenz, wenn durch eine Behandlung mit mindestens zwei unterschiedlich wirkenden Antidepressiva über eine Dauer von jeweils mindestens vier Wochen sich die Symptome nicht verbessern. Bei einer Psychotherapie liegt eine Therapieresistenz vor, wenn innerhalb von mindestens 2 bis 3 Monaten die Symptome nicht um 50 bis 70 Prozent zurückgegangen sind.